# Stenorrhipis rhizomatica
Stenorrhipis rhizomatica là một loài rêu tản thuộc họ Cephaloziellaceae. Đây là loài đặc hữu của Malaysia.